# Carex multicaulis
Espèce
Classification phylogénétique
Carex multicaulis est une espèce de plantes du genre Carex et de la famille des Cyperaceae.